# Belcaire
Belcaire ist eine Gemeinde mit 369 Einwohnern (Stand 1. Januar 2022) in Frankreich. Sie liegt im Département Aude in der Region Okzitanien.

## Geografie
Belcaire ist der Hauptort des Pays de Sault. Er auf einem Hochplateau der Pyrenäen in durchschnittlich 1000 m Höhe an der Straße D 613 von Ax-les-Thermes nach Narbonne. Der Ort liegt 56 km südöstlich von Limoux im Arrondissement Limoux.
Nachbargemeinden sind (von Norden im Uhrzeigersinn) Fougax-et-Barrineuf, Roquefeuil, Niort-de-Sault, Camurac und Comus.

## Geschichte
Der Name Belcaire geht auf den Namen der ehemaligen Burg Bellicadum aus dem frühen 13. Jahrhundert zurück.
Der Ort war früher Sitz der königlichen Verwaltung der Region Pays de Sault.

## Bevölkerungsentwicklung
| Jahr                       | 1962 | 1968 | 1975 | 1982 | 1990 | 1999 | 2006 | 2016 |
| Einwohner                  | 585  | 504  | 463  | 421  | 360  | 392  | 405  | 393  |
| Quellen: Cassini und INSEE |      |      |      |      |      |      |      |      |

## Sehenswürdigkeiten
- Die Kirche aus dem 17. Jahrhundert mit einer farbig gefassten Statue der Jungfrau Maria stammt aus dem 16. Jahrhundert.
- Von der Burg aus dem 13. Jahrhundert existieren nur Überreste, da sie als Katharerburg zerstört wurde.
- Das Manoir de Belcaire, ein Herrenhaus aus dem 16. Jahrhundert, ist als Monument historique klassifiziert. Heute ist hier ein Hotel untergebracht.

## Wirtschaft
Die gesamte Region lebt überwiegend vom Tourismus und von der Landwirtschaft. 